# Szyja
Szyja – część ciała oddzielająca głowę od tułowia.

## Szczecioszczękie
U szczecioszczękich szyją nazywa się przewężenie ciała między głową, a tułowiem. Ściana tego odcinka rozciągnięta jest ku przodowi w fałd, który okrywa głowę w czasie pływania.

## Stawonogi

### Roztocze
U roztocza szyja (łac. cervix) to grzbietowa część infracapitulum, położona pomiędzy linią przyczepu cheliceral frame i podstawą labrum, a znajdującymi się z boku bocznymi fałdami. Całość obejmowana jest przez capitular saddle oraz „dołki szczękoczułkowe” (cheliceral grooves).

### Owady
U owadów szyja (łac. cervix) stanowi błoniasty rejon oskórka rozciągający się od otworu potylicznego (occipital foramen) ku tyłowi, aż do przedtułowia. Obejmuje ona prawdopodobnie niezesklerotyzowaną część „somitu labialnego” (labial somite) oraz przednią część przedtułowia. Niektórzy dawniejsi autorzy uważali ją za zredukowany pierścień ciała, tzw. microthorax.
Wewnątrz szyi przebiegają zarówno brzuszne jak i grzbietowe mięśnie podłużne. Ważniejsze mięśnie grzbietowe przyczepione są z przodu do zapotylicznej krawędzi puszki głowowej (cranium), a z tyłu do antekosty lub fragmy śródtułowia. Z kolei mięśnie brzuszne ciągną się od krawędzi zapotylicznej do apofiz przedpiersia. Po bokach szyi znajduje się zwykle para sklerytów szyjnych.

## Kręgowce

### Człowiek
U człowieka szyja to część ciała oddzielająca głowę od tułowia. Wyróżnia się część przedną szyi, inaczej szyję właściwą (ang. neck, łac. collum, cervix) i część tylną szyi, inaczej kark (ang. nape, łac. nucha).
W linii pośrodkowej, poniżej brody da się wyczuć kość gnykową, poniżej której znajduje się wyniosłość chrząstki tarczowatej zwana jabłkiem Adama, zaznaczająca się lepiej u mężczyzn niż u kobiet. Jeszcze niżej wyczuwalna jest chrząstka pierścieniowata, a pomiędzy nią a wcięciem nadmostkowym może się uwypuklać tchawica i przesmyk gruczołu tarczowego. Na bocznej stronie szyi najbardziej charakterystyczny jest zarys mięśnia mostkowo-obojczykowo-sutkowego, który oddziela przedni trójkąt szyi od bocznego. W górnej części tego pierwszego leży ślinianka podżuchwowa, znajdująca się poniżej tylnej połowy trzonu żuchwy. Przebieg tętnicy szyjnej wewnętrznej i zewnętrznej można wyznaczyć przedłużając wypukłość mięśnia mostkowo-obojczykowo-sutkowego do kąta żuchwy.
Przebieg  nerwu dodatkowego odpowiada linii wyznaczonej między punktem znajdującym się w połowie odległości między kątem żuchwy i wyrostkiem sutkowatym a środkiem tylnego brzegu mięśnia mostkowo-obojczykowo-sutkowego. Przez skórę zazwyczaj można zauważyć żyłę szyjną zewnętrzną; przebiega ona w linii przeprowadzonej od kąta żuchwy do środka obojczyka, mijając. Towarzyszą jej po obu stronach liczne węzły chłonne. Dolne ograniczenie szyi stanowi obojczyk, boczna pochyłość szyi spowodowana jest przebiegiem mięśnia czworobocznego.